# Jefim Ickovič Bajkovskij
Jefim Ickovič Bajkovskij (rusky Ефим Ицкович Байковский; 31. března 1928 Sverdlovsk – 14. dubna 2015 Moskva) byl ruský herec.

## Život
Studoval herectví v leningradském Státním novém divadle u Borise Suškeviče až do roku 1947. Po ukončení studia pracoval v divadlech ve městech Orel (1947 až 1952), Murmansk (1952 až 1953), Vilnius (1953 až 1958) a Kazaň. V roce 1957 debutoval v roli Čackého na scéně Čeljabinského činoherního divadla. V tomto divadle působil do roku 1969.
V letech 1969 až 1975 pracoval v Tbilisi, v Ruském činoherním divadle a poté v letech 1975 až 1983 v Alexandrinském divadle. Od roku 1983 byl v Moskevském novém činoherním divadle a od roku 1990 až do své smrti působil v Moskevském akademickém divadle Vladimira Majakovského.
Zemřel v Moskvě a byl pohřben v Jekatěrinburgu na Michajlovském hřbitově.